# Szczwoligorz
Szczwoligorz (Conioselinum Fisch. ex Hoffm.) – rodzaj roślin należący do rodziny selerowatych. Obejmuje 17–18 gatunków. Występują one w Ameryce Północnej i Eurazji, przy czym w Europie tylko jeden gatunek. Rośnie on także w Polsce i jest to szczwoligorz tatarski C. tataricum. W zachodniej części Ameryki Północnej korzeń C. chinense (syn. C. pacificum) jest jadany i zwany tam „dziką marchewką” (ang. wild carrot).

## Morfologia
PokrójByliny o pędach nagich, z łodygą dętą, żebrowaną lub kanciastą.
LiścieOgonkowe, z pochwiastą nasadą, z blaszką liściową dwu- do czterokrotnie pierzasto złożoną.
KwiatyZebrane w baldachy złożone, pod którymi pokryw są nieliczne lub ich brak, a pokrywki są z reguły liczne i równowąskie. Kielich silnie zredukowany, z niewyraźnymi ząbkami. Płatki korony są białe lub zielonobiałe, jajowate lub odwrotnie jajowate, na szczycie wycięte i tu z łatką zagiętą do wnętrza kwiatu.
OwoceRozłupki nagie, spłaszczone, podługowate do jajowatych, wyraźnie żeberkowane, przy czym zwłaszcza boczne żebra są szerokie.

## Systematyka
Pozycja systematyczna
Rodzaj w obrębie rodziny selerowatych (baldaszkowatych) Apiaceae klasyfikowany jest do podrodziny Apioideae, plemienia Selineae.
Wykaz gatunków
- Conioselinum acuminatum (Franch.) Lavrova
- Conioselinum anthriscoides (H.Boissieu) Pimenov & Kljuykov
- Conioselinum chinense (L.) Britton, Sterns & Poggenb.
- Conioselinum longifolium Turcz.
- Conioselinum mexicanum J.M.Coult. & Rose
- Conioselinum morrisonense Hayata
- Conioselinum nepalense Pimenov & Kljuykov
- Conioselinum pseudoangelica (H.Boissieu) Pimenov & Kljuykov
- Conioselinum pteridophyllum (Franch.) Lavrova
- Conioselinum reflexum Pimenov & Kljuykov
- Conioselinum scopulorum (A.Gray) J.M.Coult. & Rose
- Conioselinum shanii Pimenov & Kljuykov
- Conioselinum sinchianum (K.T.Fu) Pimenov & Kljuykov
- Conioselinum smithii (H.Wolff) Pimenov & Kljuykov
- Conioselinum tataricum Hoffm. – szczwoligorz tatarski
- Conioselinum tenuisectum (H.Boissieu) Pimenov & Kljuykov
- Conioselinum tenuissimum (Nakai) Pimenov & Kljuykov